# Comesperma integerrimum
Comesperma integerrimum là một loài thực vật có hoa trong họ Polygalaceae. Loài này được Endl. mô tả khoa học đầu tiên năm 1837.